# المجن (السياني)

تعديل مصدري - تعديل

المجن محلة تابعة لقرية قاشع، التابعة لعزلة الازارق بمديرية السياني إحدى مديريات محافظة إب في الجمهورية اليمنية.، بلغ تعداد سكانها 373 حسب تعداد اليمن لعام 2004.